# Daniel Helldén
Erik Daniel Helldén, född 27 juni 1965 i Luleå, är en svensk statsvetare och miljöpartistisk politiker. Han är sedan 2023 språkrör för Miljöpartiet  och riksdagsledamot sedan 2022. Han var 2014–2022 trafikborgarråd i Stockholms stad och 2022–2023 Miljöpartiets trafikpolitiska talesperson.

## Biografi
Helldén, som är uppvuxen i Luleå, Örebro och på Lidingö, har tidigare varit verksam som statsvetare vid Stockholms universitet där han år 2005 blev filosofie doktor på en avhandling om Almstriden i Stockholm 1971.

### Tidig karriär
Helldén har haft ett stort antal politiska uppdrag, bland annat vice ordförande för Miljöpartiet i Stockholmsregionen, ordförande för Miljöpartiet i Sörmland, ledamot av Regionförbundet Sörmlands styrelse, kommunfullmäktigeledamot och kommunstyrelseledamot i Gnesta kommun, gruppledare och ordförande i Gnesta kommun. Under mandatperioderna 2006–2010 och 2014–2018 satt Helldén i styrelsen för Sveriges kommuner och landsting, under den andra perioden även i dess arbetsutskott som ersättare. Han har utöver de direkta politiska uppdragen även varit ledamot av Stockholms skönhetsråd.
Helldén valdes i november 2011 till ny gruppledare i kommunfullmäktige och oppositionsborgarråd för Miljöpartiet i Stockholms stad, efter att ha besegrat motkandidaten Emilia Hagberg i en jämn omröstning på Miljöpartiets medlemsmöte. Helldén hade profilerat sig som motståndare till den planerade ombyggnaden av Slussen i centrala Stockholm. Han förblev gruppledare till 2022.

### Trafikborgarråd
Helldén blev efter kommunalvalet 2014 utsedd till trafikborgarråd efter att de rödgröna partierna vunnit valet. Han behöll posten efter kommunalvalet 2018 efter att en ny koalition mellan Miljöpartiet och de borgerliga partierna bildats. Han var som trafikborgarråd också ordförande för Stockholms parkeringsbolag Stockholm parkering och har varit drivande i Stockholm stads satsning för en övergång till elfordon genom beslut om omfattande investeringar och utbyggnad av laddinfrastruktur. Han har  agerat för utvidgad cykelinfrastruktur, nya parkeringsregler och fler sommargågator. Han har dessutom verkat för miljözoner i Stockholm, där målet är en trafikomvandling där Stockholm utvecklas till en cykel- och promenadstad.
I en mätning 2018 placerade sig Helldén som den mest kända lokalpolitikern bland stockholmare. Hösten 2021 lät Svenska Nyheter i SVT placera en staty föreställande Helldén i naturlig storlek på en sparkcykel på Skeppsbron i Stockholm; statyn såldes senare till välgörenhetsändamål.

### Riksdag och språkrör
I riksdagsvalet 2022 blev Helldén invald och utsågs till Miljöpartiets trafikpolitiska talesperson. För riksdagsåret 2022–2023, Helldéns första år i riksdagen toppade han listan över de mest aktiva riksdagsledamöterna i kammarens debatter.
I oktober 2023 föreslogs han att bli Miljöpartiets nya språkrör, efter Per Bolund. Vid partiets kongress den 18 november valdes Helldén till språkrör med röstsiffrorna 131–130 mot utmanaren Magnus P. Wåhlin.

### Familj

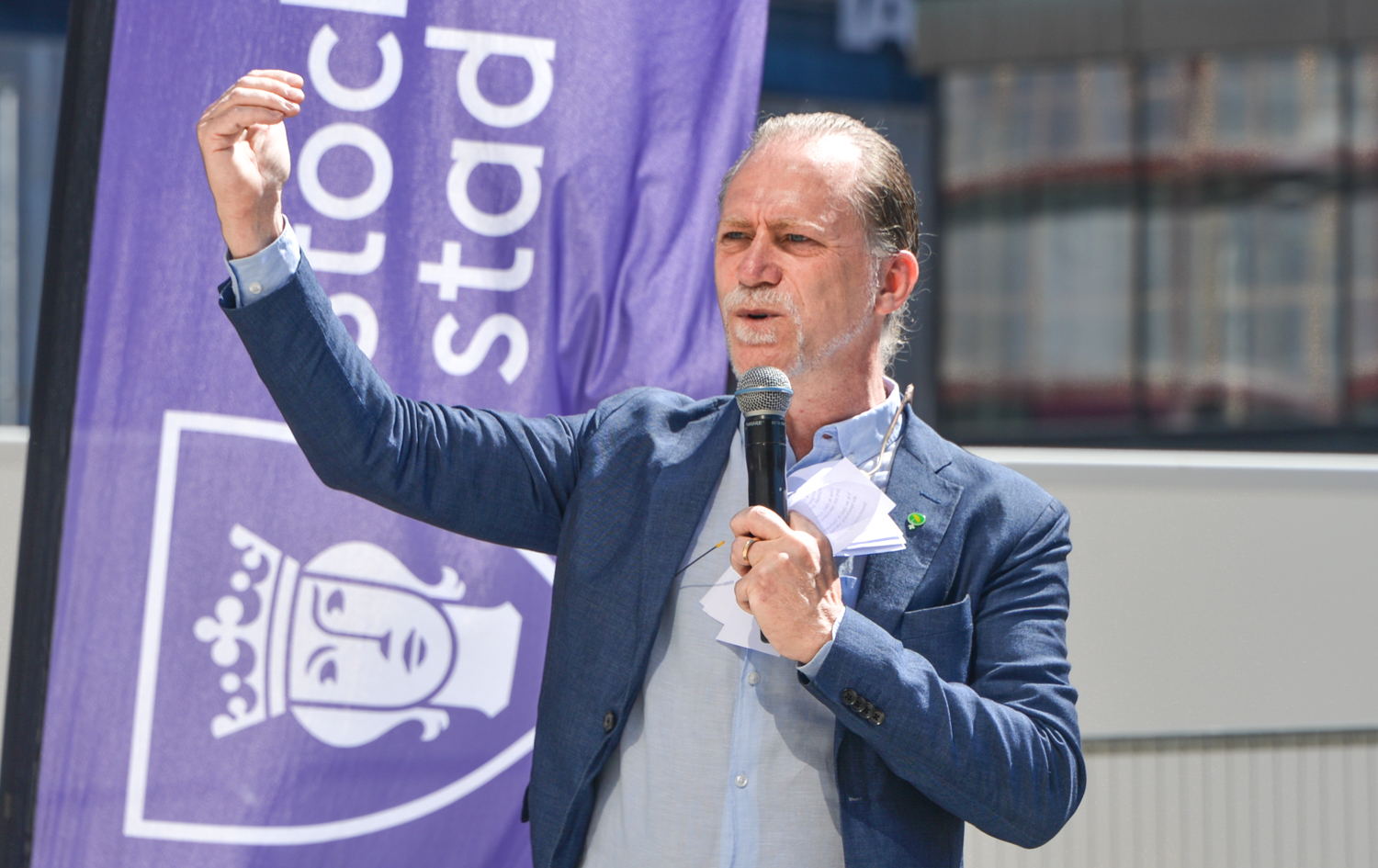
Daniel Helldén nyinviger Sergels torg den 25 juni 2018.

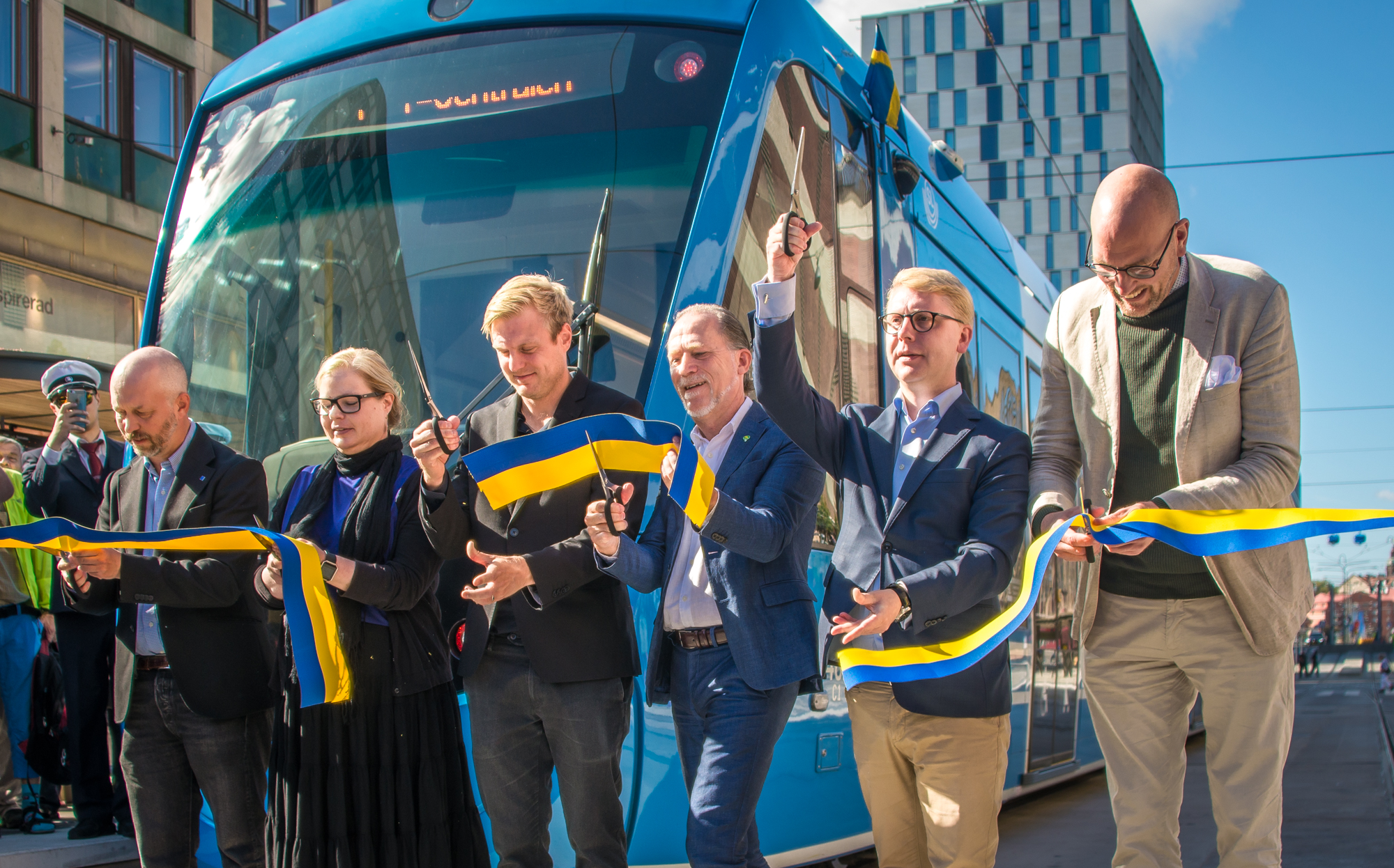
Daniel Helldén inviger Spårväg Citys förlängning och nya hållplats T-Centralen den 3 september 2018. Övriga från vänster: Karl Henriksson (KD), Sara Svanström (L), Tomas Eriksson (MP), Helldén, Kristoffer Tamsons (M) och Gustav Hemming (C)

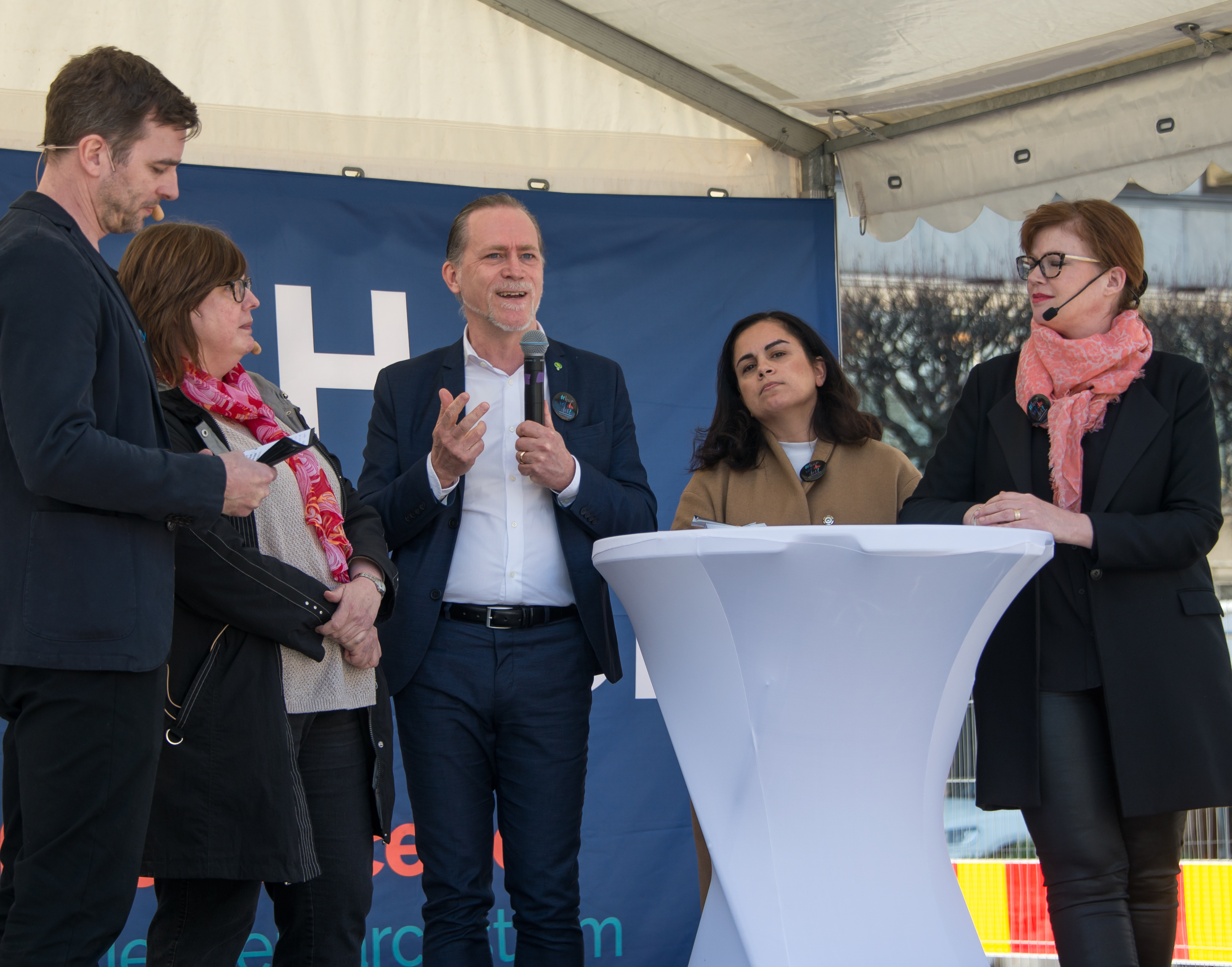
Helldén talar under manifestationen March for Science på Norrmalmstorg i Stockholm 2018. Övriga från vänster: Christopher Wollter, Cecilia Brinck (M), Talla Alkurdi (S) och Anna Starbrink (L).

Daniel Helldén är kusinbarnbarn till arkitekten David Helldén.

## Utmärkelser
- 2020 – tilldelad Svensk Cyklings opinionspris för sitt arbete för att göra Stockholm till en världsledande cykelstad.[30]
- 2022 – tilldelad föreningen YIMBY:s pris till Albert Lindhagens minne för sina insatser att positivt bidra till Stockholm som en tätare, mer hållbar och urban stad.[31]